# Bubbels

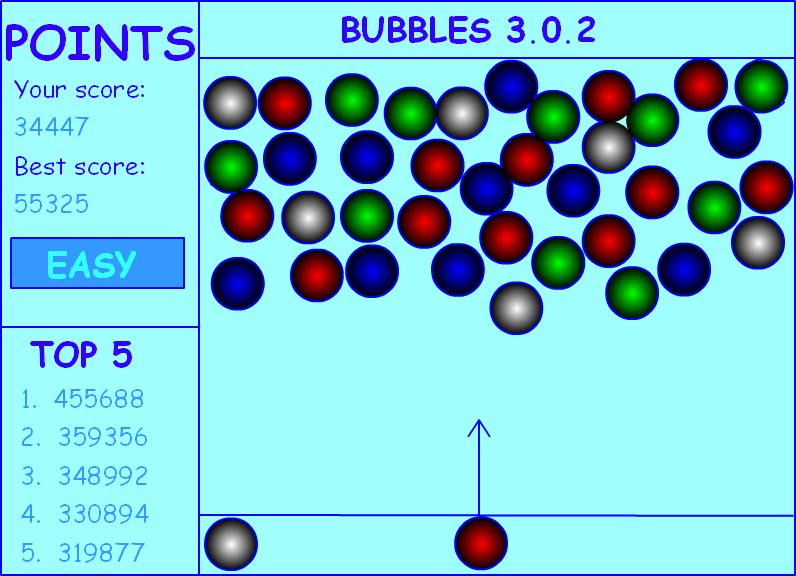
Screenshot van Bubbles.

Bubbels (of op zijn Engels Bubbles) is een tetris-achtig computerspel met gekleurde ballen, welke van onderuit in het speelveld worden geschoten. Wanneer de geschoten bal tegen twee of meer elkaar rakende ballen van dezelfde kleur wordt geschoten, worden deze allemaal verwijderd. Regelmatig komen er van boven weer nieuwe ballen in het spel, waarbij de rest van het speelveld soms een beetje door elkaar geschud wordt.
Het spel wordt ook wel Bubbels schieter (of Bubbles shooter) genoemd.